# Volksdeutsche

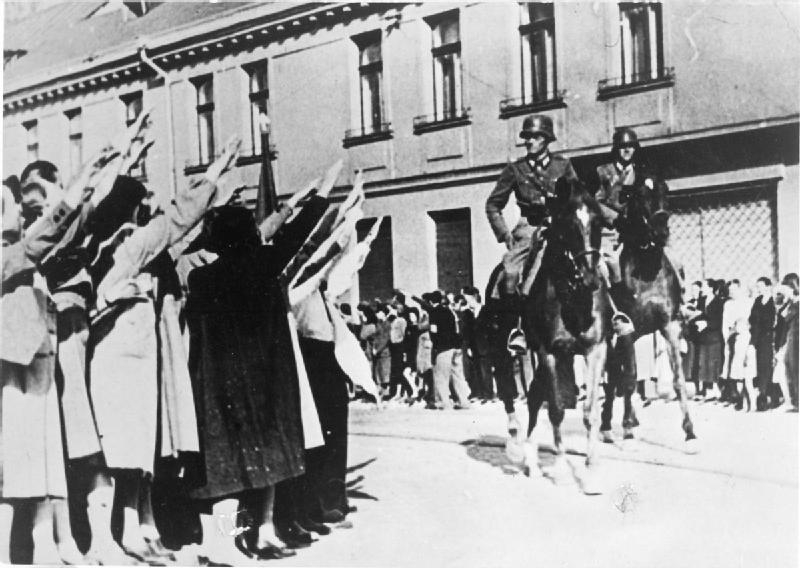
Mniejszość niemiecka w Łodzi wita hitlerowskim pozdrowieniem niemiecką kawalerię w 1939

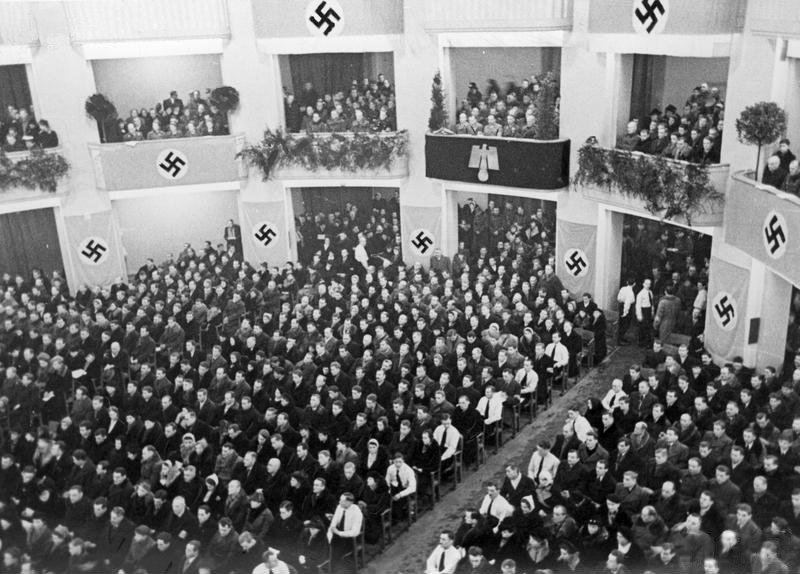
Wiec warszawskich volksdeutschów w budynku „Romy” (Domu Akcji Katolickiej im. Papieża Piusa XI) przy ul. Nowogrodzkiej 49 w 1940

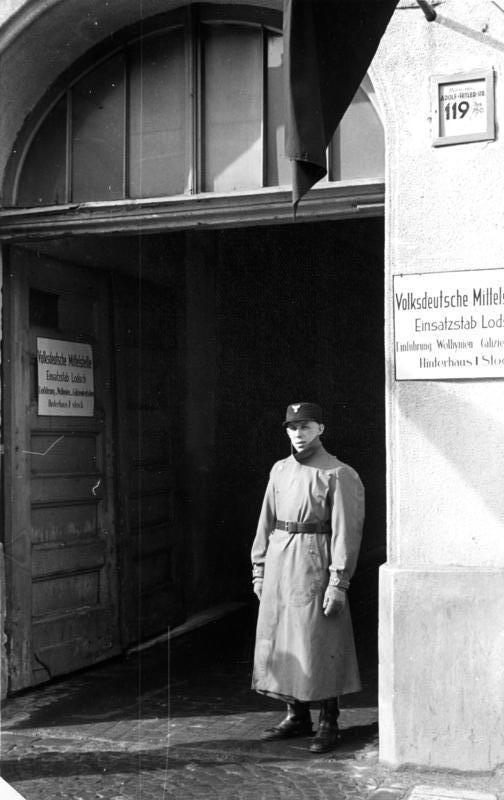
Wartownik stojący przed Biurem VoMi przy Adolf-Hitler-Straße w okupowanej Łodzi w 1940

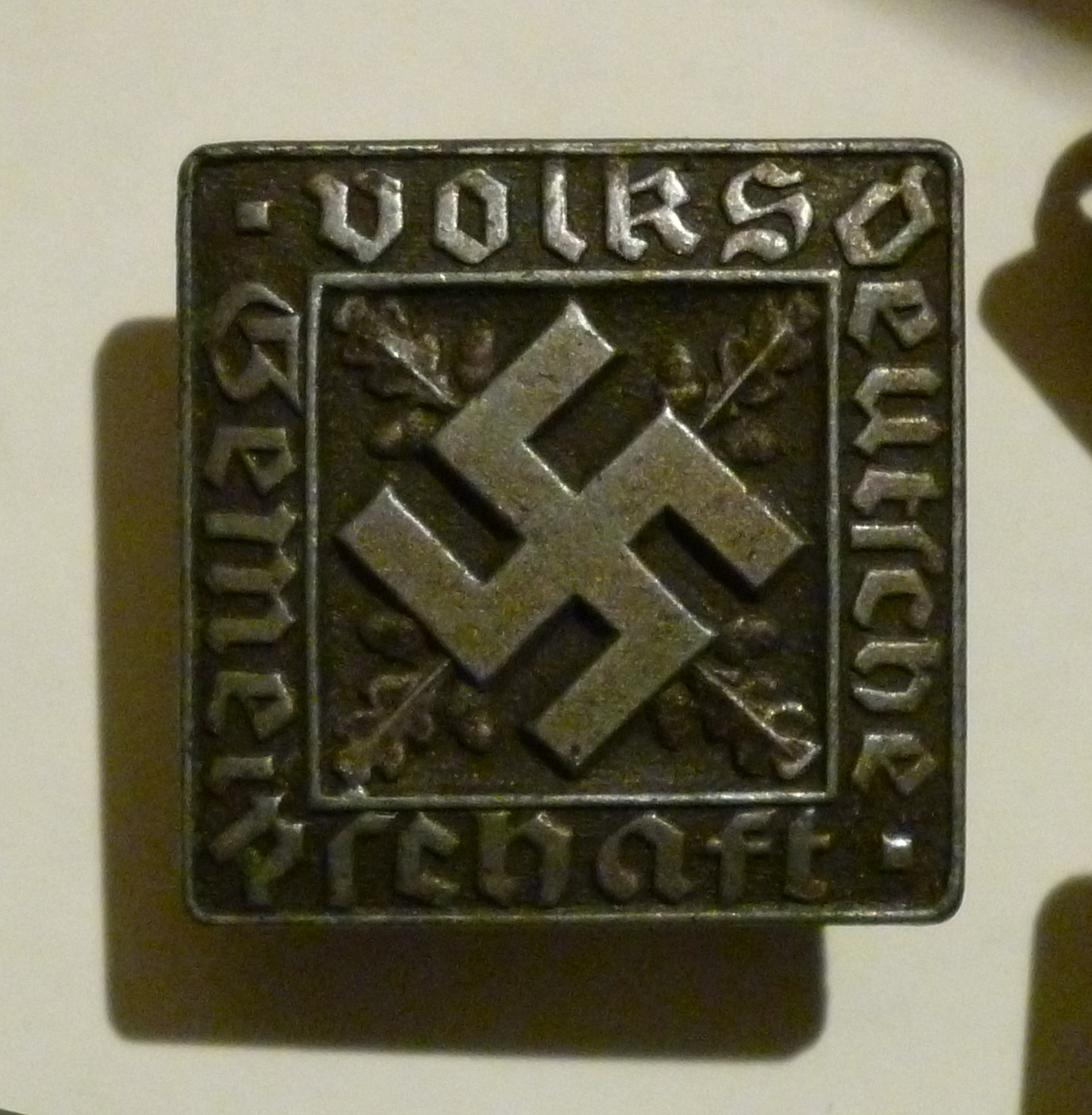
Odznaka noszona przez volksdeutschów

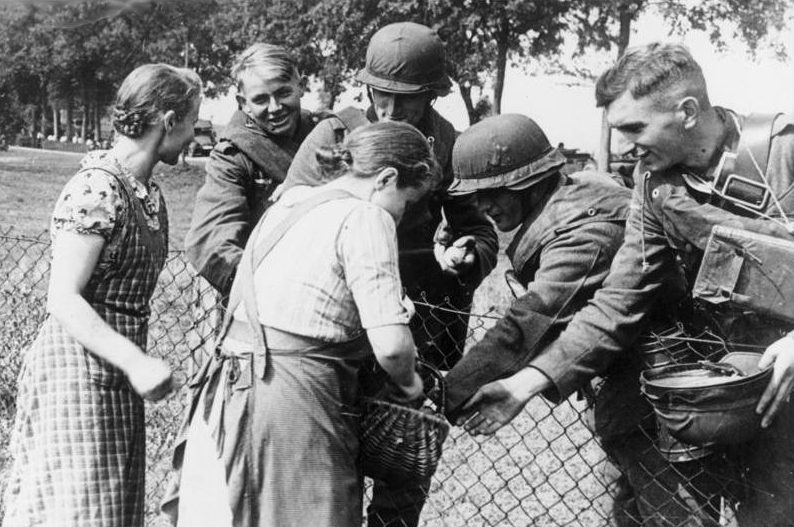
Volksdeutsche witający żołnierzy Wehrmachtu we wrześniu 1939

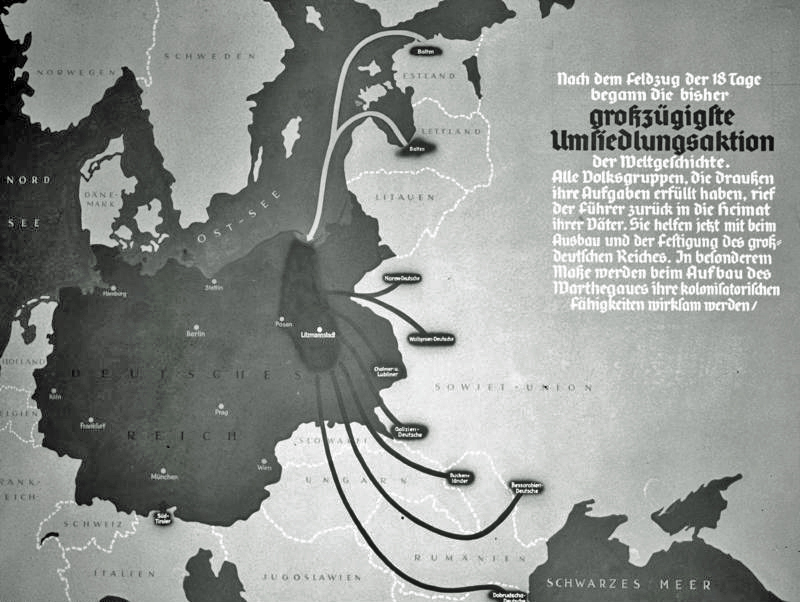
Kierunki, z których przesiedlano volksdeutschów na teren Kraju Warty i Pomorza Nadwiślańskiego w październiku 1939

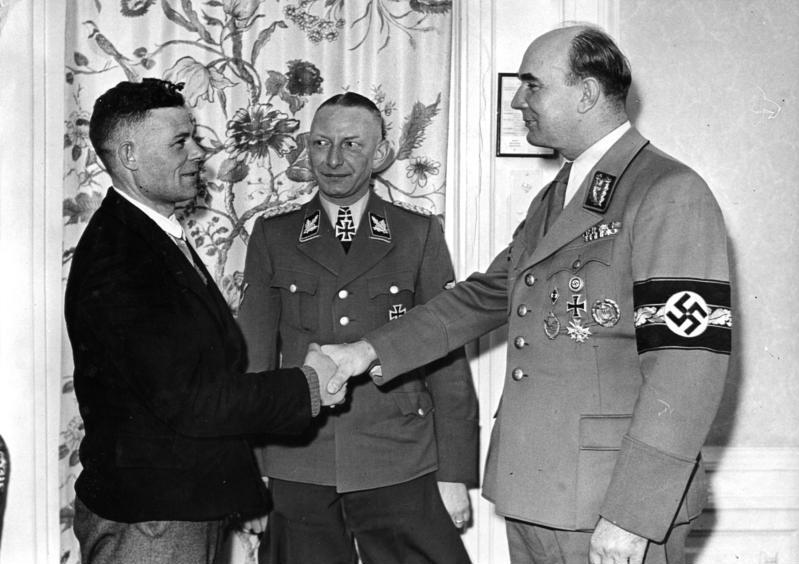
Arthur Greiser wita milionowego Niemca przesiedlonego do Kraju Warty ze wschodniej Europy – marzec 1944. W środku Heinz Reinefarth.

Volksdeutsche (pol. etniczni Niemcy lub folksdojcze) – określenie stosowane do 1945 (w Austrii i po 1945) wobec osób pochodzenia niemieckiego, zamieszkujących poza granicami Niemiec według stanu granic na koniec 1937, którzy nie posiadali niemieckiego ani austriackiego obywatelstwa (Reichsdeutscher) w takich państwach jak Francja, Belgia, Dania, Luksemburg, część Szwajcarii oraz na obszarach dawnego osadnictwa niemieckiego w Polsce (Poznańskie, Górny Śląsk, Pomorze Gdańskie, Łódź, Wołyń i inne), w Czechosłowacji (Kraj Sudetów i Karpaty, głównie Spisz), Rumunii czy na Litwie (okręg Kłajpedy).

## Pochodzenie terminu
Według historyk Doris Bergen definicja volksdeutschów zawarta została po raz pierwszy w memorandum wystosowanym przez Kancelarię Rzeszy sygnowanym przez Adolfa Hitlera w roku 1938. W dokumencie tym volksdeutsche zdefiniowani byli następująco: „ludzie niemieckojęzyczni mający niemieckie korzenie jednak nieposiadający niemieckiego obywatelstwa”. Było to odróżnienie w stosunku do określenia niemieckiego Reichsdeutscher – czyli kogoś, kto zamieszkuje w Rzeszy. W czasie II wojny światowej, od 4 marca 1940 w ten sposób nazywano obywateli innych państw, którzy zostali wpisani na niemiecką listę narodowościową – volkslistę i zostali zakwalifikowani do najwyższej kategorii w niej wyszczególnionej. Wbrew rozpowszechnionej opinii, volkslista nie była w żaden sposób „podpisywana”, ale umieszczenie na niej zwykle wiązało się z przejściem postępowania administracyjnego na wniosek zainteresowanego, polegającego na udowodnieniu swojego pochodzenia i ewentualnej działalności w organizacjach niemieckich i proniemieckich, teoretycznie wymaganej do przyznania wyższych klasyfikacji. Termin ten dla Hitlera oraz Niemców mieszkających w granicach Niemiec miał znaczenie rasowe, zaznaczające pokrewieństwo krwi, i był częścią rasistowskiej ideologii nazizmu.

## Volksdeutsche przed wojną
W 1931, jeszcze przed dojściem Hitlera do władzy, NSDAP ustanowiła „Auslandsorganisation der NSDAP” (Zagraniczna Organizacja partii nazistowskiej), której zadaniem było rozpowszechnianie nazistowskiej propagandy wśród niemieckiej mniejszości mieszkającej poza Rzeszą w sąsiadujących krajach. W 1936 Rudolf Heß utworzył organizację VoMi (skrót od niem. SS-Hauptamt Volksdeutsche Mittelstelle), której oficjalnym zadaniem była konsolidacja volksdeutschów mieszkających poza granicami III Rzeszy. Organizacja ta zajmowała się rejestracją i zrzeszaniem osób pochodzenia niemieckiego, niebędących obywatelami III Rzeszy i zamieszkałych poza jej granicami, ale zaliczanych do rasy niemieckiej. W wyniku tej działalności tworzono „piąte kolumny”, składające się z Niemców zamieszkujących inne państwa. Volksdeutsche aktywnie uczestniczyli w przygotowaniach do anschlussu Austrii przez Rzeszę, oraz wspomagając Konrada Henleina w jego dążeniach do odłączenia Kraju Sudetów (niem. Sudetenland) od Czechosłowacji i przyłączenia go do Niemiec, czy tworzeniu piątej kolumny przed atakiem na Polskę.

## Przesiedlenia volksdeutschów w czasie II wojny światowej
W trakcie II wojny światowej na podstawie umów z Rumunią i Związkiem Radzieckim wielu volksdeutschów mieszkających dotychczas w tych krajach zostało przesiedlonych w ramach tak zwanej Akcji „Heim ins Reich” na tereny okupowanej Polski. Przesiedleń Niemców dokonywano z Litwy, Łotwy, Estonii, Rumunii i ZSRR. Często przesiedlenia te łączyły się z brutalnym wysiedlaniem ludności etnicznej z terenów państw podbitych i inkorporowanych niezgodnie z prawem międzynarodowym do Niemiec (miało to miejsce między innymi w Kraju Warty i Alzacji).
Działalność VoMi powiązana była ściśle z działalnością RuSHA (niem. SS-Rasse-und-Siedlungshauptamt), czyli Głównym Urzędem do spraw Rasowych i Osiedleńczych SS, mającą na celu wysiedlanie ludności krajów okupowanych. Aby przesiedlić ludność niemiecką z terenów Europy Wschodniej, należało najpierw zwolnić dla nich miejsca, dokonując wysiedleń ludności polskiej lub żydowskiej, znajdujących się wewnątrz granic III Rzeszy. W wyniku masowych przesiedleń ponad milion volksdeutschów osadzono na terenach Pomorza, Kraju Warty, rejencji łódzkiej i tym podobnych.

W Generalnym Gubernatorstwie niezwykle popularny był krótki wiersz tłumaczący, kim jest volksdeutsch:

Kto ty jesteś? Volksdeutsch cwany.
Jaki znak twój? Krzyż złamany.
Kto cię stworzył? Zawierucha.
Co cię czeka? Gałąź sucha.

## Po wojnie
28 lutego 1945 Krajowa Rada Narodowa wydała dotyczący volksdeutschów dekret „O wyłączeniu ze społeczeństwa polskiego wrogich elementów”. 

W związku z podjęciem akcji, mającej na celu wyeliminowanie spośród społeczeństwa polskiego elementów niemieckich – Polski Związek Zachodni w Łodzi przypomina i wyjaśnia, że wszelkie informacje dotyczące „Niemców – volksdeutschów” mogą być dostarczone na piśmie lub ustnie w lokalu PZZ przy ul. H. Sienkiewicza 20, w godz. od 9-ej do 16-ej albo wrzucane do skrzynki pocztowej, wiszącej na drzwiach wejściowych lokalu PZZ. Informacje winny zawierać możliwie wyczerpujące dowody, a co najmniej muszą być podane dokładne personalia i adresy „volksdeutschów”, uwzględniające:
1) nazwisko i imię „volksdeutscha”,
2) rok urodzenia lub z braku tego imiona rodziców,
3) miejsce zamieszkania w czasie okupacji,
4) obecne miejsce zamieszkania,
5) gdzie zatrudniony obecnie i w jakim charakterze. Informacje nieścisłe i niewyczerpujące (jak np. nazwisko bez imienia lub podanie przez informatora niedokładnego miejsca zamieszkania „volksdeutscha” w okresie okupacji i obecnie) hamują w znacznym stopniu przebieg sprawy i opóźniają w ten sposób usunięcie ze społeczeństwa polskiego wrogiego elementu niemieckiego. Czujne śledzenie ukrywających się „volksdeutschów” i informowanie o tym PZZ jest obowiązkiem każdego Polaka, który posiada zrozumienie dobra narodu i własnego.

Po wojnie władze polskie zrehabilitowały większość osób zakwalifikowanych przymusowo na niemiecką volkslistę.